# Sharleen Spiteri
Sharleen Eugene Spiteri (Bellshill, 7 novembre 1967) è una cantante e attrice scozzese.

## Biografia
Sharleen Spiteri è nata a Bellshill, in Scozia, da genitori musicisti: suo padre Eddie, marinaio mercantile, è chitarrista, mentre la madre Vilma è cantante. Di origini francesi, italiane, irlandesi e maltesi, Spiteri è stata parrucchiera a Muirhead, nel North Lanarkshire, finché il gruppo musicale Texas non è diventata la sua unica priorità, dedicandocisi totalmente dal 1988. Spiteri ha un'estensione vocale di contralto.

## Discografia
Con i Texas:
- Southside (1989)
- Mothers Heaven (1991)
- Ricks Road (1993)
- White on Blonde (1997)
- The Hush (1999)

- Careful What You Wish For (2003)
- Red Book (2005)
- The Conversation (2013)
- Texas 25 (2015)
- Jump on Board (2017)
- Hi (2021)

Solista:
- Roger Sanchez Featuring Sharleen Spiteri – Nothing 2 Prove (2002) EP
- Melody (2008)
- The Movie Songbook (2010)